# Nicaise de Keyser

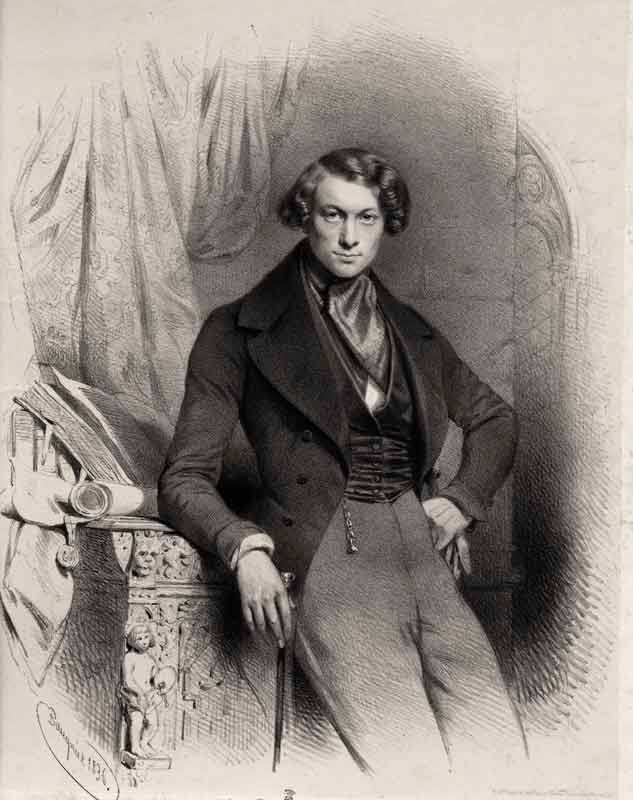
Nicaise de Keyser, 1836 porträtiert von
Charles Baugniet

Nicaise de Keyser (* 26. August 1813 in Santvliet bei Antwerpen; † 16. Juli 1887 Antwerpen) war ein akademischer belgischer Genre-, Historien-, Porträt- und Schlachtenmaler.

## Leben und Wirken
De Keyser war der Sohn des wohlhabenden Landwirtes Henri[cus] De Keyser und dessen Ehefrau Marie (geborene Délié, 1769–1848). Er war ursprünglich als Nachfolger für die Bewirtschaftung des Väterlichen Hofes bestimmt. Durch seine frühzeitig erkannte künstlerische Begabung kam er zu dem Maler Joseph Jacobs (1808–1856), der ihm den ersten Unterricht erteilte und bei seinen Eltern die Erlaubnis zum Kunststudium erwirkte. Daraufhin besuchte er Kurse bei Mathieu Ignace van Brée an der Akademie in Antwerpen und bildete sich anschließend ab 1839  auf Reisen nach Italien, Frankreich und Deutschland fort.
Am 6. Oktober 1840 heiratete er die Genremalerin Isabella (Maria I. Alexandrina, geborene Telghuys, 26. Juli 1815–30. Mai 1879). Sie war die Tochter eines angesehenen Antwerpener Kaufmanns und zuvor seine Schülerin. Mit ihr hatte er mehrere Kinder:
- Émile De Keyser
- Raymond De Keyser (1846–1880)
- Marie De Keyser (1847–1924)[3]

Er hatte auch eine Schwester Marie De Keyser, von der er 1830 ein Porträt anfertigte und einen Bruder Pierre De Keyser (1811–1841). Der Textilhändler Henri Telghuys war sein Schwager.
De Keyser fertigte zudem Illustrationen, so unter anderem für mehrere Werke seines Freundes, des Schriftstellers Felix Bogaerts (1805–1851), darunter El Maestro del Campo (1839) oder Lord Stafford (1843) Auch am Album du Jubilée de Rubens en 1840 war er beteiligt.

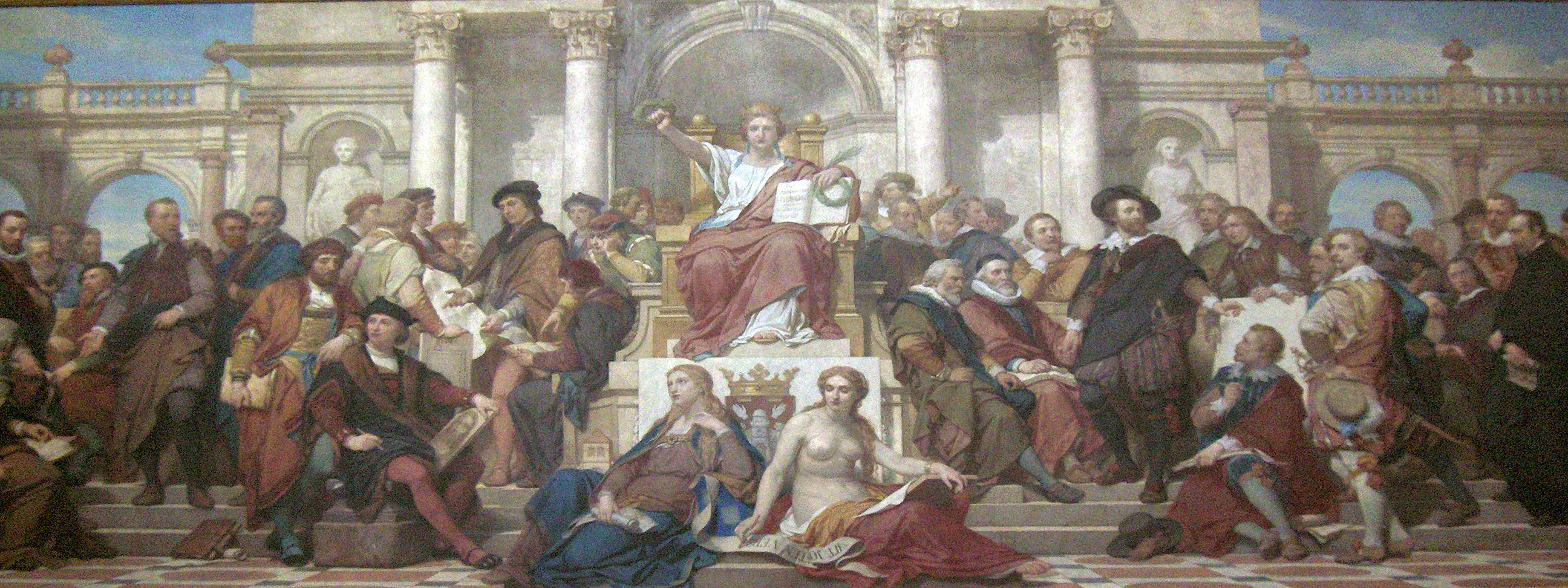
The glory of the Antwerp painting school.
Koninklijke Museum voor Schone Kunsten, Antwerpen

## Ehrungen (Auswahl)
- um 1838 Ritter des Leopoldordens für das Schlachtengemälde Sporenschlacht bei Courtrai, später Großoffizier des Leopoldordens.
- 1855 wurde de Keyser als Nachfolger von Gustave Wappers Direktor der Koninklijke Academie voor Schone Kunsten Antwerpen, deren Mitglied er bereits 1845 wurde.
- Die Académie royale des Sciences, des Lettres et des Beaux-Arts de Belgique (Classe des Beaux-Arts) nahm ihn 1845 als Mitglied auf, 1874 wurde er Präsident der Akademie.[5]
- 1862: Offizier der Ehrenlegion
- 1863: korrespondierendes Mitglied der Académie française

## Schüler
- Léon Abry (1857–1905)
- Aloïs Boudry (1851–1938)
- Florent Claes (1818–1870)
- Évariste Carpentier (1845–1922)
- Emile Claus (1849–1924)
- Pierre Cuypers (1827–1921)
- Edgar Farasyn (1858–1938)
- Godefried Guffens (1823–1901)
- Edouard Hamman (1819–1888)
- Alexis van Hamme (1818–1875)
- Eugène Joors (1850–1910)
- Jozef Lies (1821–1865)
- James Marshall (1838–1902)
- George du Maurier (1834–1896)
- Karel Ooms (1845–1900)
- Ferdinand Pauwels (1830–1904)
- Jean Baptiste Sevrin
- Jan Swerts (1820–1879)
- Eliza Turck (1832–1891)
- J. van de Velde
- Charles Verlat (1824–1890)
- Pierre-Victor Verreydt (1814–1848)
- Johan Bernhard Wittkamp (1820–1885)